# 전기공학자 목록
이 문서는 전기 공학자의 목록으로, 전기 공학, 컴퓨터 공학에 주목할 만한 기여를 한 사람들의 목록이다. 성(family name)의 알파벳 순으로 정렬되어 있다.
| 이름                                             | 업적                                                                                         |
| ------------------------------------------------ | -------------------------------------------------------------------------------------------- |
| 에드윈 하워드 암스트롱                           | 회생 회로, 주파수 변조(FM)                                                                   |
| 존 바딘                                          | 노벨상 2회 수상. 트랜지스터, 초전도 현상                                                     |
| 알렉산더 그레이엄 벨                             | 벨 전화 회사(Bell Telephone Company)                                                         |
| 린 콘웨이                                        | VLSI 설계                                                                                    |
| 윌리엄 쿨리지                                    | 엑스선 기술                                                                                  |
| 리 디포리스트                                    | 오디언(Audion) 진공관                                                                        |
| 레이 돌비                                        | 돌비 사운드                                                                                  |
| 토머스 에디슨                                    | 많은 발명품을 발명함: 축음기, 최초의 실용적인 백열등, 전보의 개선                            |
| 더글러스 엥겔바트                                | 컴퓨터 마우스, 하이퍼텍스트                                                                  |
| 마이클 패러데이                                  | 전자기 유도, 패러데이 새장 발견                                                              |
| 존 앰브로즈 플레밍                               | 열이온관(진공관)의 발명                                                                      |
| 조제프 푸리에                                    | 물리학자; 푸리에 변환 / 푸리에 급수                                                          |
| 데니스 가보르                                    | 헝가리 출신. 홀로그래피의 발명. 노벨 물리학상 수상.                                          |
| 일라이셔 그레이                                  | 전화기 개발의 선구자                                                                         |
| 올리버 헤비사이드                                | 맥스웰 방정식의 재공식화(벡터)                                                               |
| 하인리히 루돌프 헤르츠                           | 라디오                                                                                       |
| 윌리엄 휼렛                                      | 휴렛 팩커드                                                                                  |
| 그레이스 호퍼                                    | 컴퓨터 프로그래머 (최초의 컴파일러)                                                          |
| 빌 조이                                          | 유닉스 - 썬 마이크로시스템즈                                                                 |
| 컨도 칼만                                        | 고전압 전철의 선구자                                                                         |
| 찰스 케터링                                      | 자동차 전기기술의 혁신. Delco의 설립자                                                       |
| 잭 킬비                                          | 노벨상 수상: 집적 회로                                                                       |
| 굴리엘모 마르코니                                | 실용적인 라디오                                                                              |
| 존 모클리                                        | 에니악 설계자                                                                                |
| 안토니오 메우치                                  | 전화기 개발의 선구자                                                                         |
| 로버트 모그                                      | 전자음악의 선구자. 무그(Moog) 신디사이저의 발명                                              |
| 나카무라 슈지                                    | 청색 갈륨-니트라이드 LED                                                                     |
| 에드워드 로리 노턴                               | 노턴의 정리                                                                                  |
| 로버트 노이스                                    | 페어차일드 반도체와 인텔의 공동 설립자                                                       |
| 데이비드 패커드                                  | 휴렛 팩커드                                                                                  |
| 필립 라이스                                      | 라이스 전화기(Reis telephone)의 발명가                                                       |
| 클로드 섀넌                                      | 통신 이론의 아버지                                                                           |
| 에른스트 베르너 폰 지멘스                        | 발명가. 산업자본가. 지멘스 주식회사의 모체인 Siemens & Halske를 창립. 컨덕턴스의 단위 지멘스 |
| 카를 빌헬름 지멘스                               | 전신(telegraphy). 모터, 발전기, 전기 고온계                                                  |
| 퍼시 스펜서                                      | 전자레인지                                                                                   |
| 찰스 프로테우스 스타인메츠                       | 교류 이론. 연산자 j를 최초로 사용함.                                                         |
| 니콜라 테슬라                                    | 회전 자기장 유도전동기, 테슬라 코일, 다상(polyphase) 송전 시스템, 변압기                     |
| 엘리후 톰슨                                      | 기업가. 제너럴 일렉트릭의 모체인 휴스턴 전기회사의 공동 창립자.                              |
| 제1대 켈빈 남작 윌리엄 톰슨 (켈빈 남작, 켈빈 경) | 전신 케이블                                                                                  |
| 알레산드로 볼타                                  | 전기 배터리의 발명가. 전기 과학의 선구자.                                                    |
| 로버트 왓슨와트                                  | 최초의 실용적인 레이다                                                                       |
| 조지 웨스팅하우스                                | 교류 전력 산업자본가                                                                         |
| 니클라우스 비르트                                | 컴퓨터 프로그래밍 언어                                                                       |
| 스티브 워즈니악                                  | 개인용 컴퓨터. 애플.                                                                         |
| 콘라트 추제                                      | 컴퓨터 공학                                                                                  |

## 같이 보기
- 공학자의 목록 - 다른 분야의 공학자